# Menyhért Anna
Menyhért Anna (Budapest, 1969. január 29. –) író, kutató, egyetemi professzor. 

## Pályafutása
Az  Országos Rabbiképző – Zsidó Egyetem oktatója. Jelenleg a Közép-európai Egyetem Demokrácia Intézetének kutatója, a Közép-európai Egyetem Transzdiszciplináris Traumatudományok: Trauma kortárs és történelmi perspektívákon keresztül című nyáriegyetemének igazgatója, valamint a kőszegi Felsőbbfokú Tanulmányok Intézetének tudományos munkatársa. 2020–2021 között a Holokauszt Tanulmányok Bécsi Wiesenthal Intézetének (Vienna Wiesenthal Institute for Holocaust Studies – VWI) volt tudományos munkatársa. 2016–2018 között az Amszterdami Egyetemen volt Marie Sklodowska-Curie kutatási ösztöndíjas.
2000–2006 között a József Attila Kör elnöke, 2003–2011 között az Európai Írószövetség alelnöke, 2007–2014 között a Magyar Irodalmi Szerzői Jogvédő és Jogkezelő Egyesület igazgatója volt. 2002–2003, valamint 2006–2008 között megkapta az MTA Bolyai János Kutatási Ösztöndíját.
Kutatási területe a női irodalom, a traumaelmélet, a digitális médiaelméletek és a kortárs irodalom. 

## Tudományos munkássága
- Women’s Literary Tradition and Twentieth-Century Hungarian Writers, Brill, Leiden, 2019
- Trauma and Literature. Comparative Case Studies from the Hungarian Perspective.  L'Harmattan (Paris) 2018[11]
- Női irodalmi hagyomány. Erdős Renée, Nemes Nagy Ágnes, Czóbel Minka, Kosztolányiné Harmos Ilona, Lesznai Anna; Napvilág, Budapest, 2013
- Elmondani az elmondhatatlant. Trauma és irodalom, Budapest, Anonymus–Ráció, 2008
- Egy olvasó alibije. Tanulmányok és kritikák, Budapest, Kijárat, 2002
- "Én"-ek éneke. Líraolvasás, Budapest: Orpheusz, 1998